# Pierre Wissmer
Pierre Wissmer (født 30. oktober 1915 i Genève, Schweiz, død 4. november 1992 i Var, Frankrig) var en schweizisk/fransk komponist, dirigent, rektor og lærer. 
Wissmer studerede komposition på Schola Cantorum i Paris hos bl.a. Daniel Lesur og studerede direktion hos Charles Munch på École Normale de Musique. Han har skrevet 9 symfonier, orkesterværker, koncertmusik, kammermusik, operaer, balletmusik, vokalmusik, instrumentalværker etc. Wissmer underviste i komposition og var rektor på bl.a. Musikkonservatoriet i Genéve og i Paris på Schola Cantorum. Han dirigerede i en årrække Luxembourg Radio og Tv Symfoniorkester. 

## Udvalgte værker
- Symfoni nr. 1 (1938) - for orkester
- Symfoni nr. 2 (1951) - for orkester
- Symfoni nr. 3 (1955) - for orkester
- Symfoni nr. 4 (1962) - for orkester
- Symfoni nr. 5 (1969) - for orkester
- Symfoni nr. 6 (1975-1977) - for orkester
- Symfoni nr. 7 (1983-1984) - for orkester
- Symfoni nr. 8 (1985-1986) - for orkester
- Symfoni nr. 9 (1988-1989) - for orkester
- Sinfonietta Koncertante (1982) - for orkester